# Cant dels Angelets
El Cant dels Angelets es un canto de origen gregoriano que sirve como preludio para las fiestas patronales de la Purísima Concepción en el municipio de Onteniente. El coro está conformado por un grupo mixto de 16 niños y niñas de 9 y 10 años de edad. El Diario Oficial de la Generalidad Valenciana publicó el viernes 24 de noviembre de 2017 una Orden de la Consellería d'Educació, Investigació, Cultura i Esport por la cual declaró el Cant dels Angelets de Onteniente como Bien Inmaterial de Relevancia Local.
Con sus voces blancas y montados en caballos de cartón, recorren las calles ontenienses anunciando, en valenciano, la llegada de la festividad que se celebra dos semanas después. Se trata de uno de los tesoros de la música antigua valenciana, escrita en valenciano de incalculable valor musical y literario cuyos orígenes se remontan a 1662.

## Historia
El Cant dels Angelets y el Pregó marcan el inicio de las fiestas más importantes de Onteniente junto a los Moros y Cristianos que se celebran a finales del mes de agosto. Para entender la importancia de la devoción hacia la virgen, nos tenemos que remontar a los tiempos de la reconquista, cuando Jaime I de Aragón extendió el culto a la Virgen María por todo el Reino de Valencia, ordenando la construcción de templos cristianos bajo la advocación de la virgen. El Consejo General de la ciudad acordó en 1642 declarar patrona única y principal a la Purísima Concepción, declarando un año después fiesta de precepto el día de Inmaculada representada por una imagen de plata.
Una fecha que marcó la historia de Onteniente y su devoción por la Purísima fue el año 1662, cuando se celebran unos festejos para conmemorar un decreto del papa Alejandro VII en favor del Misterio de la Inmaculada con procesiones y certámenes poéticos entre otros actos. El organizador de los festejos, el Dr. Gaspar Blas Albuixech mandó trasladar la imagen de la Purísima a Valencia para substituir algunas piezas de hierro y bronce por otras de metales nobles. La imagen de la Virgen volvió a Onteniente en un carro tirado por toros. De este hecho viene otra de las tradiciones de las fiestas de la Purísima, la del Bou en corda de Onteniente. También se mandó construir una nueva capilla para la Virgen en la Iglesia de Santa María. Las obras de la nueva capilla se prolongarían durante 30 años, siendo acabada en 1692.
El Cant dels Angelets se remonta a 1662 cuando la imagen de la Virgen volvió a Onteniente desde Valencia en un carro tirado por toros y acompañado de un grupo de niños del coro de la Catedral de Valencia. En las Sagradas Escrituras, los ángeles siempre han tenido un papel de mensajeros de un anuncio por parte de Dios, desde el arcángel Gabriel a María hasta los ángeles que en Belén anunciaron el nacimiento de Jesús. Los Angelets también anuncian en Onteniente el inicio de las fiestas de la Purísima el cuarto fin de semana de noviembre. Se trata de uno de los tesoros de la música antigua valenciana, ya que como curiosidad siempre se ha cantado en valenciano, incluso en aquellos momentos en los que el valenciano ha estado perseguido o prohibido. El Cant dels Angelets ha permanecido inalterado durante más de tres siglos, pasando a formar parte de la personalidad y el patrimonio cultural, social y religioso de Onteniente.

## Coro y desfile
Este particular “coro” está formado por 16 niños y niñas con aptitudes musicales y que hayan recibido la Primera Comunión y que estudien en cualquier colegio de Onteniente. En 2015, los Angelets estrenaron sus nuevos ropajes en la comitiva que precedió al pregón de la fiestas de la Purísima. El estreno de los trajes se consumó con una presentación que tuvo lugar previamente en el Centro Cultural de Caixa Ontinyent. Las prendas sustituyen a las anteriores, usadas desde 1969 y que ahora la Asociación de Fiestas de la Purísima ha decidido renovar.
Asimismo, los nuevos trajes recuperan el estilo de los usados desde 1939 hasta 1968, diseñados por el artista local Carlos Tormo, de manera que ahora el azul es más celeste y menos subido que el del traje anterior, se ha eliminado el exceso de pasamanería y las lentejuelas han sido sustituidas por cenefas, en mangas y en el borde del vestido, bordadas con hilo de plata e inspiradas en los ángeles músicos de la Catedral de Valencia. Todo ello según un profundo estudio realizado por Rafael Gandía. Se ha encargado del diseño Juan Anglà, confeccionado por Juanjo Oltra de la empresa Ando Ando, y de los bordados en hilo de plata una empresa de Onteniente especialista en estos menesteres, Bordados Barber.
Además, los trajes recuperan las alas metálicas plateadas y las botas de cuero blanco de 1946, en lugar de zapatillas, y han sido confeccionados con la colaboración altruista de empresas locales, y la subvención de la Diputación de Valencia y del Ayuntamiento.
En el desfile, los 16 Angelets iban precedidos por heraldos tocando las trompetas y anunciando la llegada de la comitiva, ensalzando a la patrona e invitando con cánticos a participar en las celebraciones en su honor.
La imagen primitiva de la Purísima fue cincelada en plata en 1615 por un desconocido orfebre, según documentos que se conservan en la parroquia, y fue venerada en su Real y Pontificia Capilla, en Santa María, hasta agosto de 1936, cuando desapareció. La actual imagen, réplica de la primitiva, fue bendecida en las fiestas de 1941.

## Letra
Hui del cel nova ha aplegat,
que Ontinyent amb devoció
festeja a la Concepció
de Maria sens pecat.
Animeu-vos puix Cristians
i a la que és Mare de Déu
festejeu i alcançareu
de son Fill mercés molt grans.
'Com és fill tan encumbrat
el qui a sa mare honrarà
en el Cel li ho pagarà
fent-lo benaventurat.
Vos faig saber que este día
tota la Cort Celestial
en Majestat sens igual
festeja també a María.
Y cuando acaba l’Anunci Angèlic, alguien lanza el imprescindible vítor, el ¡Visca la Puríssima Concepció! a lo que todos los presentes responden con un “Visca” potente, seguido por otro grito nada solemne, pero bien arraigado, venido del recuerdo de los años en que la cercana fiesta del toro corría el peligro de no celebrarse: Bou! Bou a la Vila!.

## ElCant dels Angeletsde Onteniente como Bien Inmaterial de Relevancia Local.
Desde el viernes 24 de noviembre de 2017, el Cant dels Angelets se convirtió oficialmente en Bien Inmaterial de Relevancia Local. Así lo publicó el Diario Oficial de la Generalidad, que añade que la protección del Cant dels Angelets de Onteniente se concretará en medidas como las labores de identificación, descripción, investigación, estudio y documentación; la incorporación de los testimonios disponibles a soportes materiales, entre otras medidas.
La orden incluye la inscripción del Cant dels Angelets en el Inventario General del Patrimonio Cultural Valenciano. De esta manera, se reconoce de manera oficial la tradición de estas coplas de carácter religioso que anuncian la fiesta de la Purísima y que ha mantenido a lo largo de los siglos rasgos característicos de la cultura valenciana. "Su melodía, verdadera joya musical, canto gregoriano monódico, nos recuerda el monumental Misterio de Elche", añade la orden.